# Фочанска Александрида
Фочанска Александрида је познији препис средњовјековног романа о животу цара Александра Македонског. Пронашао ју је Здравко Кајмаковић 1958. у Фочи. Изворна књига је по предању из манастира Пива. Штампана је 1754. године и везана је за јеромонаха Викентија Соколовића. После њега књига је чувана код потомака његове породице и тако до данас сачувана у добром стању код породице Кулиџан у Требињу.

## О рукопису
Фочанска Александрида је релативно добро сачувана, не недостаје јој ни једна страница текста, укоричена је у дрвене корице обложене кожом а има укупно 111 листова текста и 4 листа записа са читуљом познате фочанске породице Соколовића и једном басном о постанку гамади. Листови књиге велики су 11,4 : 16,5 цм, а текст, са 20 редова на једној страници, писан у једној колони, широк је 9,5 цм, а дуг 13,5 цм. Текст Александриде писан је црним мастилом и пером, једним не много исписаним рукописом, а писмо је нешто измјењена полукурзивна босанска ћирилица. Папир је прост, типичан за позније турско доба у нашим крајевима, са бијелом мрежом линија у техници "воденог тиска". На 1 цм долази 7 хоризонталних оваквих линија, а на 2,5 цм долази једна вертикална линија. Странице су пагиниране са ћирилским словима бројчане вриједности. Црвеним словима обиљежен је само наслов у цјелини и прва слова неких личних и географских имена, као и почеци поглавља.
Преписана је са неког старијег текста који је већ био прилагођен народном говору и популарно скраћен сажимањем појединих спореднијих описа или њиховим избацивањем. Због тога фочанска Александрида обилује нејасноћама, погрешно схваћеним појмовима и нелогичностима. Ако узмемо у обзир да је књига сачувана у цјелини и да је због тога врло добар примјерак оне групе ових романа, који су, након дугог процеса преписивања и прилагођавања савременом народном говору, претрпјели знатне измјене како у погледу прегледности, сажетости и језика, тако и у негативном правцу — у смислу удаљавања од оригинала, извјесне дегенерације текста и, с тим у вези, нејасноће — фочанска Александрида, ипак, представља врло добар и интересантан примјерак, који се истиче између осталих Александрида 18. вијека, ако ни по чему другом а оно по својој потпуности и очуваности.